# Захиритский мазхаб
Захири́тский ма́зхаб (араб. الظاهرية‎, аз-За́хирийя) — мусульманская правовая школа, основанная Давудом ибн Али аз-Захири в IX веке.

## История
Согласно Ибн ан-Надиму, Давуд ибн Али был первым факихом, кто в правовой практике опирался исключительно на «внешнее» (захир), буквальное понимание Корана и сунны, отрицая всякую возможность видеть в текстах скрытый смысл (батин) и толковать их аллегорически или рационально. В вопросах методологии права (усуль аль-фикх) захиритские факихи были противниками использования логико-рационалистических приёмов (ар-рай, истихсан, истисхаб и др.). Позже было допущено применение в очень ограниченных пределах кияса и иджмы.
Этот мазхаб был широко распространён в мусульманском мире в X—XIII веках. Представители его имелись как на востоке Халифата (в частности, в Хорасане), так и на западе (в Андалусии жил захиритский богослов Ибн Хазм). В XII веке при Альмохадах захиритский мазхаб был признан официальной правовой школой. После XV века захириты постепенно исчезли.